# 울런공 대학교
울런공 대학교(영어: The University of Wollongong, UOW)는 1951년에 설립된 오스트레일리아의 연구중심 공립 종합대학으로서 캠퍼스 크기는 약 25만평이다. 시드니에서 남쪽으로 한 시간 조금 넘는 거리에 있는 뉴사우스웨일스주에서 3번째로 큰 도시, 휴양지로도 유명한 울런공에 위치해 있다. 2015년 기준 울런공 대학교는 QS 세계 대학 순위, 타임즈의 타임스 고등교육 세계 대학 평가 및 상하이 자오퉁 대학에서 발표하는 세계 대학 학술 순위에서 전 세계 상위 2% 대학에 매년 선정되었다.
울런공 대학교는 학사학위에서부터 석사 및 박사학위 과정을 갖추고 있으며, 특히 경영학, 회계학, 간호학이나 전산학, 아트, 미디어 및 공학 분야의 명성이 높다. 본 대학교는 최근에 신설된 의과대학을 비롯 10개의 단과대학, 예술대학, 문과대학, 상경대학, 교육대학, 공과대학, 보건 및 행동과학대학, 정보대학, 법과대학, 이과대학이 있다. 여러 학과에서는 1년에 2번, 2월 말 (가을학기)과 7월 중순 (봄 학기)에 학생들을 받아들이지만 몇몇 단과대학에서는 2월에만 받아준다. 또한, 울런공 대학교에는 여름학기도 개설되어 있다.
본 대학교는 2011년을 기점으로 개교 60주년을 맞이했다.

## 역사
1951년 뉴사우스웨일스 주의 울런공에 울런공 대학교의 전신이 설립되었다. 뉴사우스웨일스 대학교 (The University of New South Wales, UNSW)의 울런공 디비젼 (The Wollongong Division of UNSW)이 울런공에 개교된 후, 1962년 이는 뉴사우스웨일스 대학교의 울런공 컬리지 (The Wollongong College of UNSW)로 새롭게 재편되었다.
1975년 울런공 컬리지는 뉴사우스웨일스 주 국회에 의해 울런공 대학교로 5개의 단과대학 (Engineering, Humanities, Mathematics, Sciences and Social Sciences)을 가지고 새롭게 구성됨으로써 이는 뉴사우스웨일스 대학교로부터 독립되었다. 1982년 울런공 대학교는 울런공 고등교육기관 (The Wollongong Institute of Higher Education)을 합병함으로써 본 대학교는 국립 종합대학으로써 성장을 거듭하게 되었다.

## 현황
울런공 대학교의 재학생은 2012년을 기점으로 오스트레일리아 현지 학생이 총합 30,516명, 그리고 전세계 140여개 이상의 국가들에서 모인 외국인 학생이 11,440여명 재학 중이다. 또한, 울런공 대학교는 QS 세계 대학 순위, 타임스 고등교육 세계 대학 평가 및 세계 대학 학술 순위에서 선정한 전세계 상위 2% 대학으로 지난 7년간 연속으로 포함되어 있다.
특히, 울런공 대학교는 교육과 연구부분에서는 오스트레일리아의 상위급 대학으로 인정받고 있으며, 뉴사우스웨일스주에서 뉴사우스웨일스 대학교, 시드니 대학교, 매쿼리 대학교와 함께 주를 대표하는 대학으로 알려져 있다.

### 순위
울런공 대학교의 랭킹은 아래와 같다:
- 오스트레일리아 ERA (Excellence in Research for Australia) 랭킹 - 10위
- QS 세계 대학 순위 - 185위[9]
- 타임스 고등교육 세계 대학 평가 (THE) - 201-250위[10]
- 타임스 고등교육 세계 대학 평가 (THE) 아시아 태평양 대학 순위 - 37위[11]
- 상하이 자오퉁 대학에서 발표하는 세계 대학 학술 순위 (ARWU) - 201-300위[12]

### 평판
Australian Good Universities Guide 2010-2013 (호주 대표 대학 진학 정보지)은 울런공 대학교를 호주의 대표적인 연구 기관 중 하나로 선정하였다.
- Australian Government's Learning and Teaching Performance Fund 2008 - Top tier rankings in every discipline category (울런공 대학교는 2008년 오스트레일리아 정부 학습 및 교육지도 성과 기금 배정에서 있어 모든 부문에서 호주 내 상위권)[7]
- Excellence in Research for Australia University Rankings 2012 - UOW is ranked at 9th in Australia (ERA 통계치에서 오스트레일리아 내 9위).[14][15]
- Australian Good Universities Guide 2010에 의하면 울런공 대학교는 ‘취업 그리고 양호한 졸업생 성과 및 졸업생 초봉’ 부문에서 10년 연속 별 5개를 기록했다.[16]
- Australian Good Universities Guide 2013 - 1st in Australia for Educational Experience and Graduate Outcomes (교육품질과 졸업생 성과에서 오스트레일리아 내 1위)[16]

## 캠퍼스
오스트레일리아 소재 네 곳의 캠퍼스, 아랍에미리트 두바이에 캠퍼스가 있다.

### 캠퍼스
- 울런공 캠퍼스, 울런공
- 리버풀 캠퍼스, 시드니
- 이노베이션 캠퍼스, 울런공
- 시드니 비즈니스 스쿨, 시드니

### 해외 캠퍼스

#### 두바이
- University of Wollongong in Dubai, 두바이

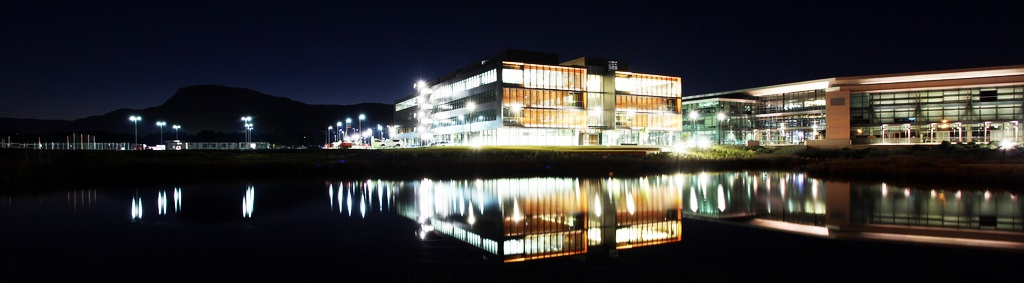
이노베이션 캠퍼스

## 학과

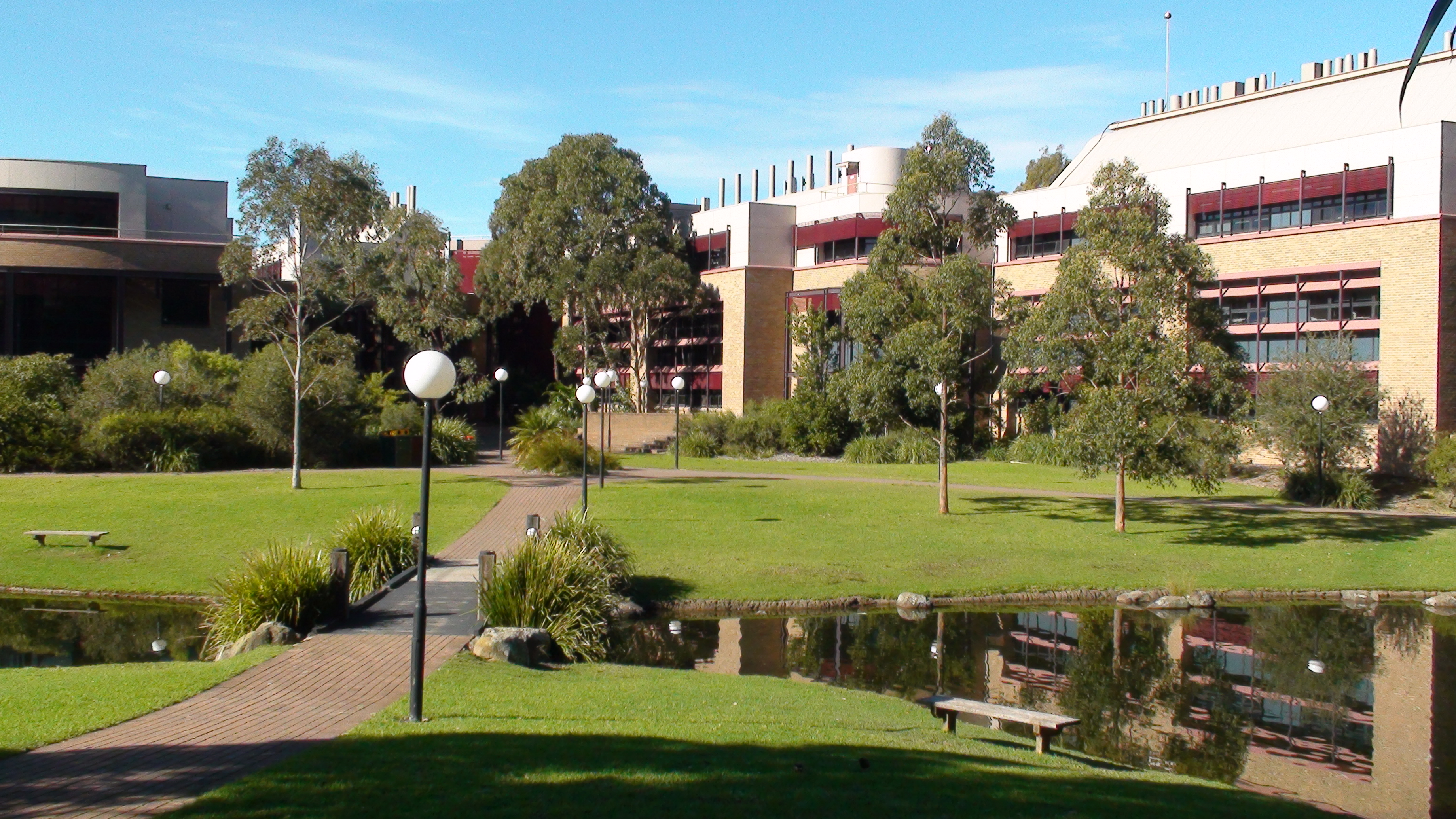
캠퍼스 내 공학관

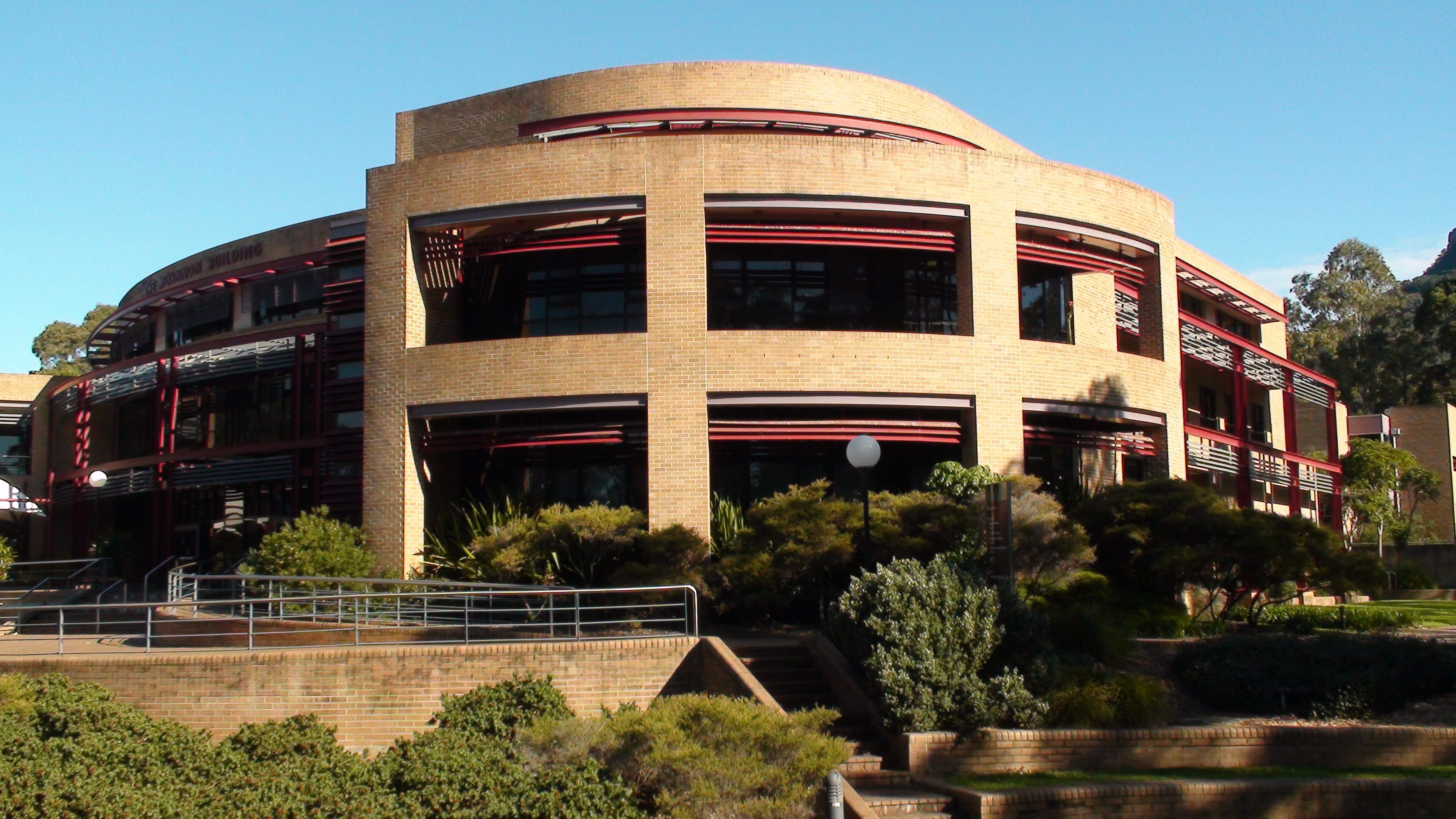
캠퍼스 내 McKinnon 빌딩

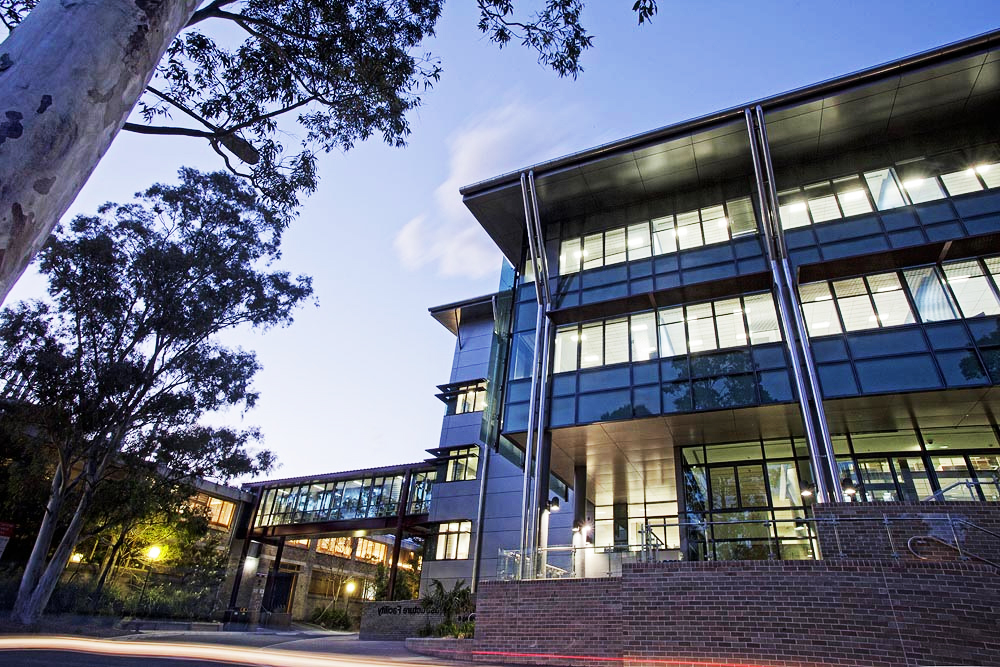
캠퍼스 내 SMART Infrastructure Facility 빌딩

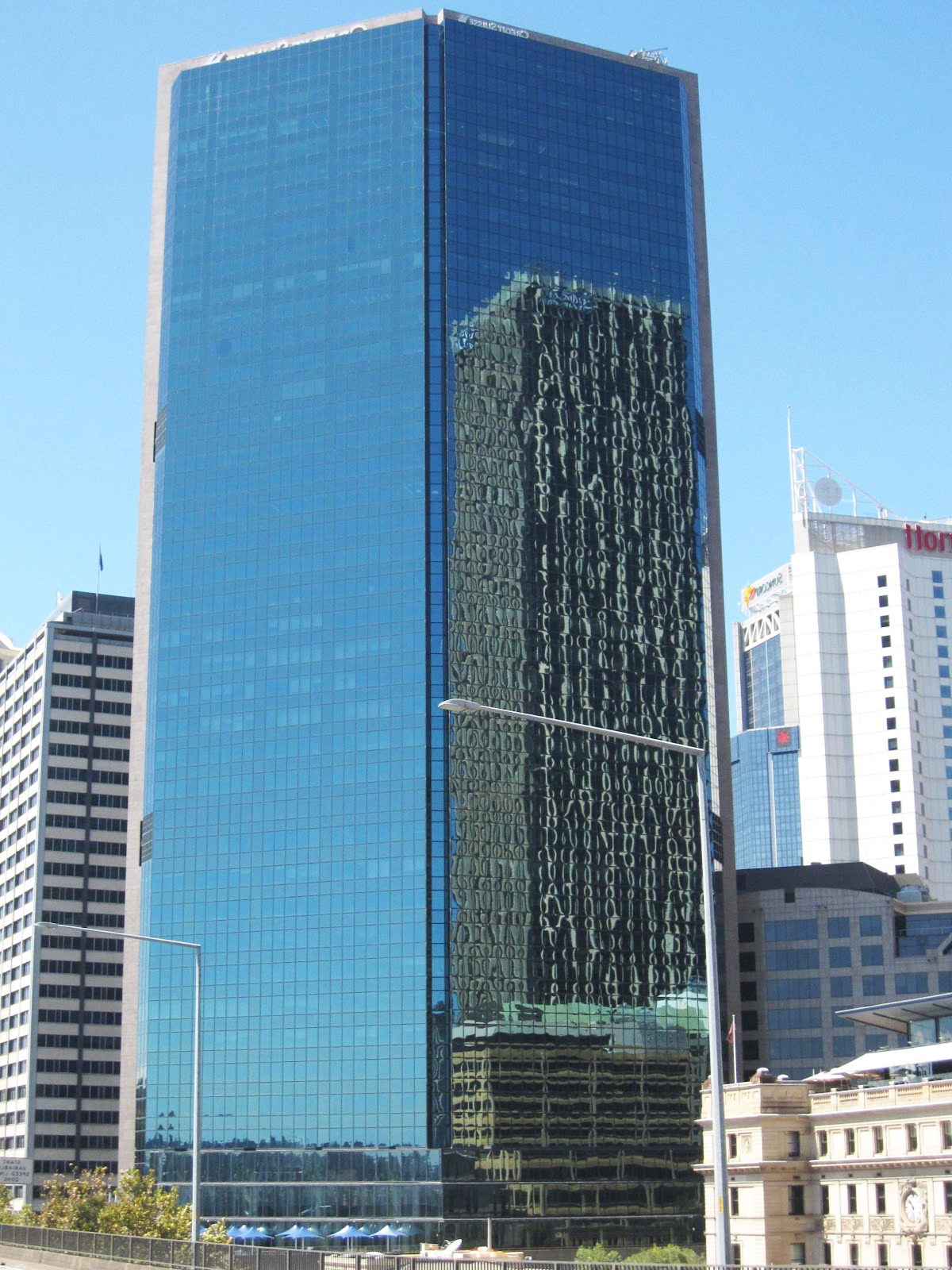
시드니 비즈니스 스쿨

울런공 대학교에서는 5개의 학부와 200여 종류의 학사, 석사, 박사 과정이 개설되어 있다.
- Faculty of Business
  - School of Accounting & Finance
  - School of Economics
  - School of Management & Marketing
  - Sydney Business School
- Faculty of Engineering and Information Sciences
  - School of Civil, Mining & Environmental Engineering
  - School of Engineering Physics
  - School of Mechanical, Materials & Mechatronic Engineering
  - School of Electrical, Computer & Telecommunications Engineering (SECTE)
  - School of Computer Science & Software Engineering (SCSSE)
  - School of Information Systems & Technology (SISAT)
  - School of Mathematics & Applied Statistics (SMAS)
  - SMART Infrastructure Facility
- Faculty of Law, Humanities and The Arts
  - School of Law
  - School of Arts
  - School of Creative Arts
  - School of English Literatures & Philosophy
  - Language Centre
  - School of History & Politics
  - School of Social Sciences, Media & Communication
  - Indigenous Studies Unit
- Faculty of Science, Medicine and Health
  - Graduate School of Medicine
  - Illawarra Health & Medical Research Institute
  - School of Biology
  - School of Chemistry
  - School of Earth & Environmental Sciences
  - School of Health Sciences
  - School of Nursing, Midwifery & Indigenous Health
- Faculty of Social Sciences
  - School of Education
  - School of Psychology

## 협력

### 연맹
울런공 대학교가 소속된 연맹은 다음과 같다:
- Association to Advance Collegiate Schools of Business (AACSB)
- Association of Commonwealth Universities (ACU)[19]
- Australian European Network (AEN)[20]
- Association of Southeast Asian Institutions of Higher Learning (ASAIHL)
- Apple University Consortium (Apple Inc. - Universities Consortium, AUC)
- International Association of Universities (IAU)
- Universities Australia
- 그룹 오브 에이트 (Associate Member of the Group of Eight Deans of Engineering and Associates; 공학분야 교류협정)[21]
- 세계 대학 협력 네트워크 (UGPN)
- NUW Alliance - 뉴캐슬 대학교 (오스트레일리아), 뉴사우스웨일스 대학교, 울런공 대학교

### 국제교류
울런공 대학교는 대한민국 내 서울대학교, 포항공과대학교, 서강대학교, 중앙대학교 및 경희대학교와 교환학생, 교육적 협력관계 및 인턴쉽 프로그램 관련 협정들을 맺고있다.
울런공 대학교는 서울특별시와 교육협력을 통해 예술학부 (Faculty of Arts)에 서울의 최첨단 미디어산업 단지인 디지털 미디어 시티 (Digital Media City, DMC) 관련 강의를 개설하였다. 또한, 대한민국의 미래창조과학부 산하 한국기초과학지원연구원은 울런공 대학교와 국제공동연구 등에 관한 협약을 체결하고 기초과학분야 공동연구 등 포괄적인 국제협력 체제를 구축했다. 또한, 본 대학교는 대한민국 세종특별자치시의 '대학 & 연구'단지 내에 연구개발 (R&D) 및 대학원 목적의 컨소시엄 캠퍼스, '글로벌 융복합 컨소시엄 대학 (Global Consortium University)'을 설립하기로 합의하였다.
울런공 대학교는 다음과 같은 지역에서 140여개 이상의 대학들과 인턴쉽을 포함한 교육적 협력체계를 갖추고있다:
| 아시아 태평양 - Hong Kong, Indonesia, Japan, Malaysia, Singapore, South Korea, Thailand, China & New Caledonia 유럽 - Denmark, Finland, France, Germany, Ireland, Italy, Macedonia, The Netherlands, Norway, Spain, Sweden, Switzerland, Turkey & the United Kingdom 아메리카 - The United States of America, Canada, Mexico & Brazil | Utrecht Network - Austria, Belgium, Czech Republic, Denmark, Estonia, Finland, France, Germany, Greece, Hungary, Iceland, Ireland, Italy, Latvia, Lithuania, Malta, the Netherlands, Norway, Poland, Portugal, Romania, Slovakia, Slovenia, Spain, Sweden, Switzerland & the United Kingdom Dubai Study Program - University of Wollongong in Dubai |

## 졸업생과 교수진
울런공 대학교는 지금까지 10만명이 넘는 졸업생들을 배출하였으며, 2016년 기준 QS 세계 졸업생 고용 랭킹에서 61-70위로 평가되었다.

## 같이 보기
- 오스트레일리아의 대학 목록